# اوته هومولا
اوته هومولا (آلمانی: Ute Hommola؛ زادهٔ ۲۰ ژانویه ۱۹۵۲) پرتاب‌گر نیزه زن اهل آلمان بود.